# Seychelleuops viriditinctus
Seychelleuops viriditinctus là một loài bọ cánh cứng trong họ Attelabidae. Loài này được Champion mô tả khoa học năm 1914.